# Liste der Bodendenkmale in Vierlinden
In der Liste der Bodendenkmale in Vierlinden sind alle Bodendenkmale der brandenburgischen Gemeinde Vierlinden und ihrer Ortsteile aufgelistet. Grundlage ist die Veröffentlichung der Landesdenkmalliste mit dem Stand vom 31. Dezember 2020.
Die Baudenkmale sind in der Liste der Baudenkmale in Vierlinden aufgeführt.

## Bodendenkmale
| Gemarkung                       | Flur       | Kurzansprache | Bodendenkmalnummer | Bemerkung | Bild |
| ------------------------------- | ---------- | --- | ------------------ | --------- | ---- |
| Alt Rosenthal (Lage)            | 2, 3       | Dorfkern deutsches Mittelalter, Dorfkern Neuzeit, Einzelfund Bronzezeit                                                 | 60193              |           |      |
| Alt Rosenthal (Lage)            | 3          | Siedlung Urgeschichte                                                                                                   | 60932              |           |      |
| Alt Rosenthal, Görlsdorf (Lage) | 2, 3, 1    | Rast- und Werkplatz Mesolithikum, Siedlung Neolithikum, Siedlung Bronzezeit                                             | 60466              |           |      |
| Diedersdorf (Lage)              | 2          | Siedlung Bronzezeit, Siedlung Eisenzeit                                                                                 | 60212              |           |      |
| Diedersdorf (Lage)              | 1, 2       | Dorfkern deutsches Mittelalter, Dorfkern Neuzeit                                                                        | 60217              |           |      |
| Diedersdorf (Lage)              | 2          | Siedlung Bronzezeit, Siedlung Eisenzeit                                                                                 | 60937              |           |      |
| Friedersdorf (Lage)             | 2          | Dorfkern deutsches Mittelalter, Gräberfeld Bronzezeit, Dorfkern Neuzeit                                                 | 60259              |           |      |
| Friedersdorf (Lage)             | 3          | Siedlung Bronzezeit, Siedlung Eisenzeit, Siedlung slawisches Mittelalter                                                | 60260              |           |      |
| Friedersdorf (Lage)             | 3          | Mühle deutsches Mittelalter, Mühle Neuzeit                                                                              | 60501              |           |      |
| Friedersdorf (Lage)             | 2          | Siedlung Eisenzeit | 60877              |           |      |
| Friedersdorf (Lage)             | 2          | Siedlung Eisenzeit | 60878              |           |      |
| Görlsdorf (Lage)                | 4          | Gräberfeld römische Kaiserzeit                                                                                          | 60279              |           |      |
| Görlsdorf (Lage)                | 1, 2, 3, 4 | Dorfkern deutsches Mittelalter, Dorfkern Neuzeit, Siedlung Bronzezeit, Siedlung Eisenzeit, Siedlung römische Kaiserzeit | 60281              |           |      |
| Görlsdorf (Lage)                | 1, 2       | Siedlung Eisenzeit, Siedlung Urgeschichte                                                                               | 60283              |           |      |
| Görlsdorf (Lage)                | 1, 2       | Siedlung Urgeschichte                                                                                                   | 60284              |           |      |
| Görlsdorf (Lage)                | 3, 4       | Siedlung römische Kaiserzeit                                                                                            | 60285              |           |      |
| Görlsdorf (Lage)                | 1          | Siedlung Eisenzeit | 60286              |           |      |
| Görlsdorf (Lage)                | 1          | Siedlung slawisches Mittelalter                                                                                         | 60287              |           |      |
| Görlsdorf (Lage)                | 4          | Siedlung Urgeschichte                                                                                                   | 60837              |           |      |
| Görlsdorf, Worin (Lage)         | 4, 1       | Siedlung Bronzezeit | 60280              |           |      |
| Marxdorf (Lage)                 | 2          | Dorfkern deutsches Mittelalter, Dorfkern Neuzeit                                                                        | 60403              |           |      |
| Neuentempel (Lage)              | 1          | Dorfkern Neuzeit, Dorfkern deutsches Mittelalter                                                                        | 60406              |           |      |
| Neuentempel (Lage)              | 2          | Siedlung Urgeschichte                                                                                                   | 60651              |           |      |
| Worin (Lage)                    | 1          | Siedlung Bronzezeit | 60307              |           |      |
| Worin (Lage)                    | 1          | Siedlung Eisenzeit | 60531              |           |      |
| Worin (Lage)                    | 1          | Dorfkern deutsches Mittelalter, Dorfkern Neuzeit, Siedlung slawisches Mittelalter                                       | 60532              |           |      |
| Worin (Lage)                    | 1          | Siedlung römische Kaiserzeit                                                                                            | 60930              |           |      |